# 魏斉
魏 斉（ぎ せい、? - 紀元前3世紀中頃）は、中国戦国時代末期の魏の公子で政治家。昭王の時代に宰相を務めた。

## 生涯
中大夫の須賈が特使として斉に赴いた際、副使の范雎に邪推又は嫉妬した須賈は帰国後に范雎が斉に内通していると魏斉に誣告した。これを受け魏斉は范雎を拷問して重傷を負わせ、簀巻きにして便所に投げ入れ放置した。范雎は看守を説得して魏斉の元を逃げ出すと、鄭安平に匿われて傷を癒して張禄と名を改め、秦の使者として魏を訪れていた王稽を介して秦に逃れ、昭襄王の宰相として立身した。
その後、秦が魏を攻める気配を見せたので、須賈が講和の特使として秦を訪問した際、秦の宰相となっていた范雎は須賈が見せた情けのために命は取らず、魏斉の首を差し出す事を強く要求し、魏斉の首を差し出さぬなら魏の首都大梁を皆殺しにすると脅迫して帰国させた。
須賈の帰国後その報告に驚いた魏斉は趙に逃れ平原君を頼ったが、昭襄王は范雎の受けた仇を討たせてやろうと考え、平原君を秦に招くと軟禁し、魏斉を殺して差し出すよう脅したが平原君は拒否したために、趙の孝成王を脅迫した。
平原君が秦で殺される事を恐れた孝成王は魏斉の身柄を確保しようと、平原君の屋敷を兵に囲ませたが、魏斉は趙の宰相虞卿と共に魏へ脱出して楚へ逃れるために信陵君を頼ろうとしたが、秦を恐れた信陵君はいったん、これを拒否したものの、食客の言葉で思い直して魏斉を受け入れようとしたが、魏斉は既に自刎していた。
趙は魏斉の首を得ると箱に入れて秦に送り、これにより平原君は難を逃れた。